# Walter Hendl
Walter Hendl (12. ledna 1917 West New York, New Jersey – 10. dubna 2007 Harborcreek Township, Pensylvánie) byl americký dirigent, skladatel, klavírista a pedagog. Mj. uváděl skladby Bohuslava Martinů.

## Životopis
Hendl se narodil v roce 1917 ve městě West New York ve státě New Jersey jako syn rakousko-německých přistěhovalců. Vyrůstal ve městě Union City v témže státě. Roku 1933 navštěvoval v New Yorku kurzy klavíru u Clarence Adlera (1886–1969). O tři roky později vyhrál klavírní soutěž pořádanou státem New Jersey a v letech 1937–1941 získal stipendium na Curtis Institute of Music ve Filadelfii. Zde studoval u Josefa Hofmanna (1876–1957) a Davida Sapertona (1889–1970). Roku 1939 byl žákem dirigenta Fritze Reinera (1888–1963).
V letech 1939–1941 učil na Sarah Lawrence College v Bronxville ve státě New York. Poté krátce působil jako dirigent a klavírista v Tanglewood Music Center v Lenoxu v Massachusetts, řízeném tehdy Sergejem Kusevickým. V roce 1942 narukoval. Na vojně založil jazzovou kapelu.
V roce 1945 získal postavení stálého dirigenta Newyorské filharmonie, jejímž šéfdirigentem byl v té době Bruno Walter. Roku 1947 působil jako hostující dirigent a klavírista u Pittsburgh Symphony Orchestra. Dva roky poté se stal hudebním ředitelem Dallas Symphony Orchestra; toto místo zastával až do roku 1958. Hned v prvním roce svého působení v Dallasu premiéroval Koncert pro klavír a orchestr č. 3, H. 316 Bohuslava Martinů. Martinů tuto skladbu napsal pro Rudolfa Firkušného, který ji také na premiéře hrál. Hendl měl s Martinů přátelské vztahy. V polovině 50. let si u něj objednal symfonii, na kterou už nedošlo.
V průběhu 50. let absolvoval Hendl několik koncertních turné po USA a Latinské Americe. Od roku 1953 byl také hudebním ředitelem Chautauqua Symphony Orchestra, což je hudební těleso působící pouze v letních měsících, složené z profesionálních hudebníků působících v sezóně v jiných orchestrech. Kvůli zdravotním problémům musel toto místo opustit v roce 1972. Příležitostně dirigoval Hendl také NBC Symphony Orchestra, s nímž absolvoval v roce 1955 turné po východní Asii.
Roku 1958 přijal Hendl nabídku svého bývalého učitele Fritze Reinera a stal se jeho asistentem u Chicagského symfonického orchestru. Zároveň byl v letech 1959–1963 uměleckým ředitelem Ravinijského hudebního festivalu.
Chicagskou filharmonii opustil Hendl v roce 1964. Po Howardu Hansonovi převzal vedení Eastman School of Music v Rochestru. Byl uměleckým poradcem zdejší filharmonie a příležitostně ji dirigoval. Mimo to učil též na Juilliard School v New Yorku. Od roku 1976 byl Hendl hudební ředitel místního orchestru ve městě Erie. Zde se stal profesorem dirigování na místní D'Angelo School of Music.
V roce 1954 obdržel čestný doktorát od College-Conservatory of Music v Cincinnati. Od roku 1960 byl patronem spolku Delta Omicron, což je mezinárodní organizace sdružující profesionální hudební umělce. Roku 1966 zasedal v porotě Čajkovského soutěže v Moskvě, o rok později byl členem čestného výboru na Schubertově soutěži ve Vídni.
Hendl nahrával převážně pro firmu RCA Records. Jeho nejúspěšnějšími nahrávkami u této značky se staly houslové koncerty se sólisty Jaschou Heifetzem, Henrykem Szeryngem a Erickem Friedmanem a klavírní koncerty s Van Cliburnem a Gary Graffmanem.
Vzhledem k blízkému vztahu k soudobé hudbě uváděl Hendl premiéry skladeb svých současníků. Kromě již uvedeného 3. klavírního koncertu Bohuslava Martinů to byla např. 3. symfonie amerického skladatele Petera Mennina (1947) či 2. koncert pro violoncello a orchestr od Heitora Villa-Lobose se sólistou Aldo Parisotem (1954). Řídil také americkou premiéru Kabalevského Requiem (1965). Rovněž složil scénickou hudbu k několika divadelním představením.
Hendl byl třikrát ženatý a byl otcem dcery Susan. Zemřel na srdeční slabost a zápal plic.